# Schistosoma
Schistosoma és un gènere de platihelmints trematodes de la subclasse dels digenis, paràsit d'animals i de l'ésser humà. Tenen un cicle biològic diheteroxè (dos hostes) i totes les espècies tenen un mol·lusc (generalment un caragol d'aigua dolça) como hoste intermediari.
Són responsables d'un grup important d'infeccions en humans anomenades esquistosomiasis. Les esquistosomiasis són considerades per l'Organització Mundial de la Salut com la segona malaltia parasitària més devastadora socioeconòmicament (després de la malària), amb centenars de milions de persones infectades a tot el món.

## Classificació
Hi ha cinc espècie s de  Schistosoma  que comunament infecten els humans:
- Schistosoma mansoni . Trobada en Àfrica, Brasil, Veneçuela, Surinam, certes àrees de les Antilles, Puerto Rico, i la República Dominicana. És l'única espècie trobada en Amèrica Llatina. L'hoste intermediari més important és el mol·lusc d'aigua dolça Biomphalaria.

- Schistosoma japonicum . Comú a Àsia i al Pacífic. En certes àrees, com a Taiwan, aquesta espècie només infecta animals i a humans. El mol·lusc intermediari més freqüent és del gènere  Oncomelania .

- Schistosoma mekongi . Està molt relacionat morfològicament amb  Schistosoma japonicum , afecta les venes mesentèriques i pot tenir un hoste diferent, com els goss. Es troba a Sud-est d'Àsia, en països com Laos i Cambodja.

- Schistosoma haematobium . Es troba originalment en l'Àfrica, Orient Mitjà i el Mediterrani. Va arribar a l'Índia durant la Segona Guerra Mundial. El mol·lusc d'aigua dolça del gènere  Bulinus  és el més important com a intermediari.

- Schistosoma intercalatum . Està molt relacionat morfològicament amb  Schistosoma mansoni , afecta les venes mesentèriques del còlon, els seus ous posseeixen una espina terminal més gran que la de la S. mansoni.

Altres espècies com  Schistosoma indicum ,  Schistosoma nasale ,  Schistosoma leiperi  són paràsits de remugants.

## Cicle biològic